# Waldegg
Waldegg là một đô thị thuộc huyện Wiener Neustadt-Land trong bang Niederösterreich, Áo.